# Кубіде
Сабзі кубіде (перс. کباب کوبیده) або просто Кубіде (перс. کوبیده) — іранський м'ясний кабаб з яловичини або фарша з яловичини, рідше — з курятини, інколи з додаванням петрушки та нарізаної цибулі.

## Етимологія
«Кубіде» походить від перського слова کوبیدن (кубідан) й означає «шматування», яке, вочевидь, означає стиль приготування м'яса. Традиційно м'ясо клали на плоский камінь (а точніше, на чорний плаский камінь) й відбивалося дерев'яним молотком. Його готують на сікхі (سیخ), перський аналог шампурів.

## Підготовка та приготування

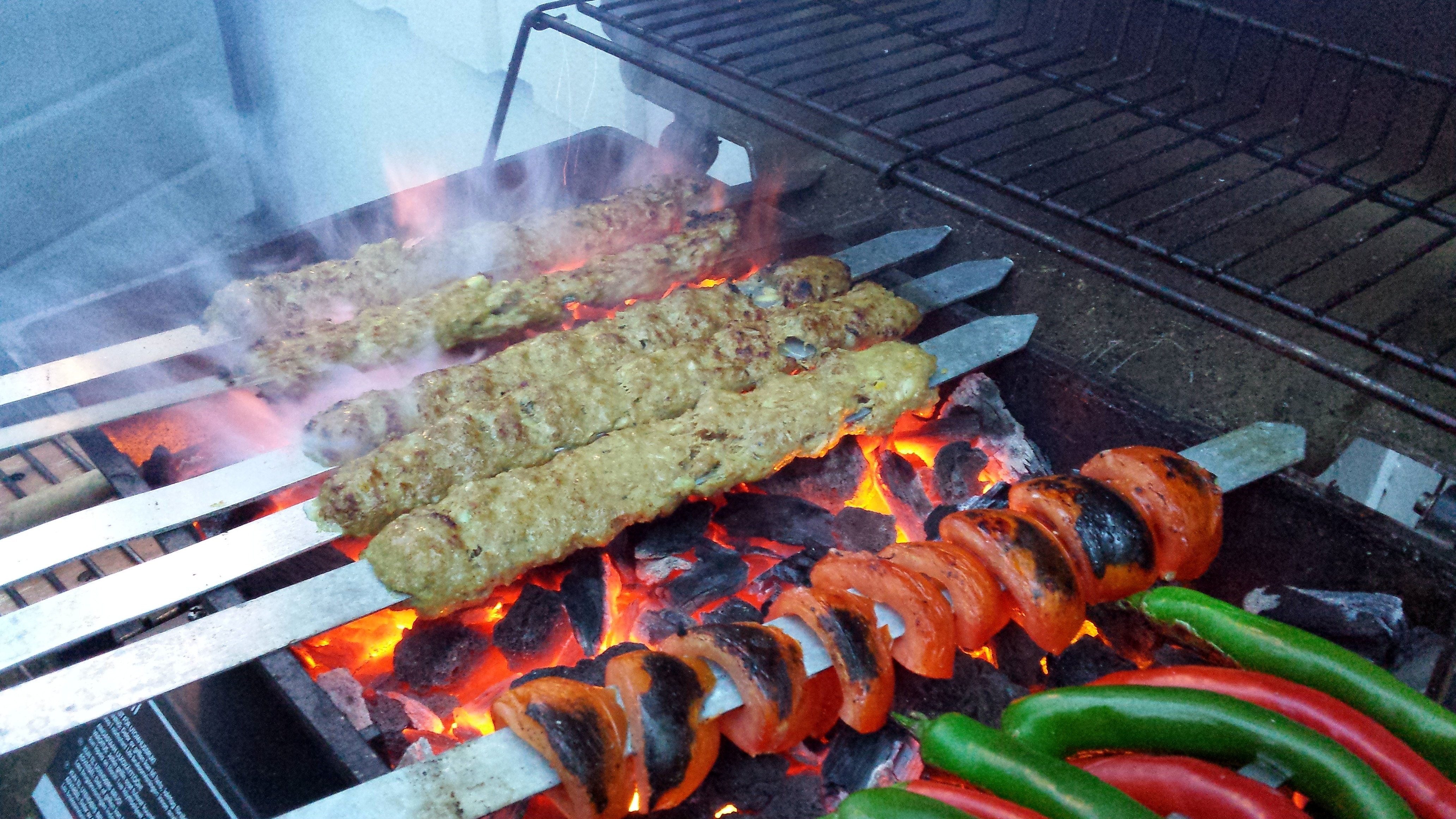

Баранина або яловичина (а точніше 20 % жиру, 80 % м'яса) подрібнюють двічі до тоншої консистенції. Додають сіль, часникову пудру, чорний перець, порошок селери, сумах, дуже дрібно натерту цибулю (зайвий сік вичавлюють та зберігають на потім), а також один яєчний жовток на півкілограма м’яса. Всі інгредієнти змішують, накривають кришкою і залишають маринуватися в холодильнику принаймні на чотири години або на ніч.
Кебаб кубіде обсмажується на грилі на шампурах, традиційно над гарячим вугіллям, подається з поло (іранський рисовий плов з олією, сіллю та шафраном), супроводжується помідорами на грилі та цибулею. Сумах зазвичай подають як спецію, яка прикрашає стіл.
Курячий кебаб кубіде готують з цибулею або зеленою цибулею, петрушкою, сіллю та перцем — без куркуми та самаху. Її подають над багалі поло (рисовий плов з кріпом та бобами).

## Галерея

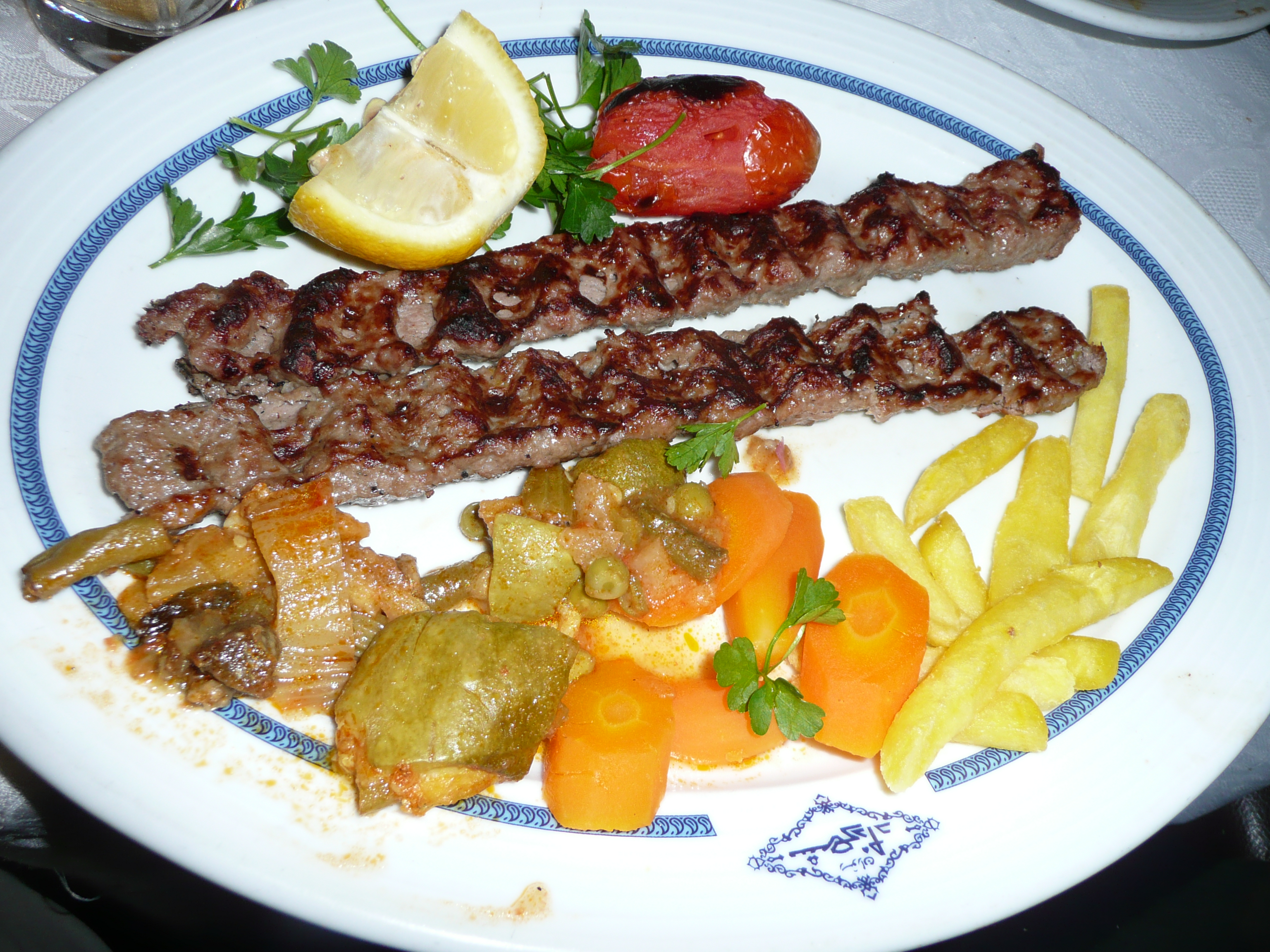
Страва з кебаб кубіде в Ісфахані
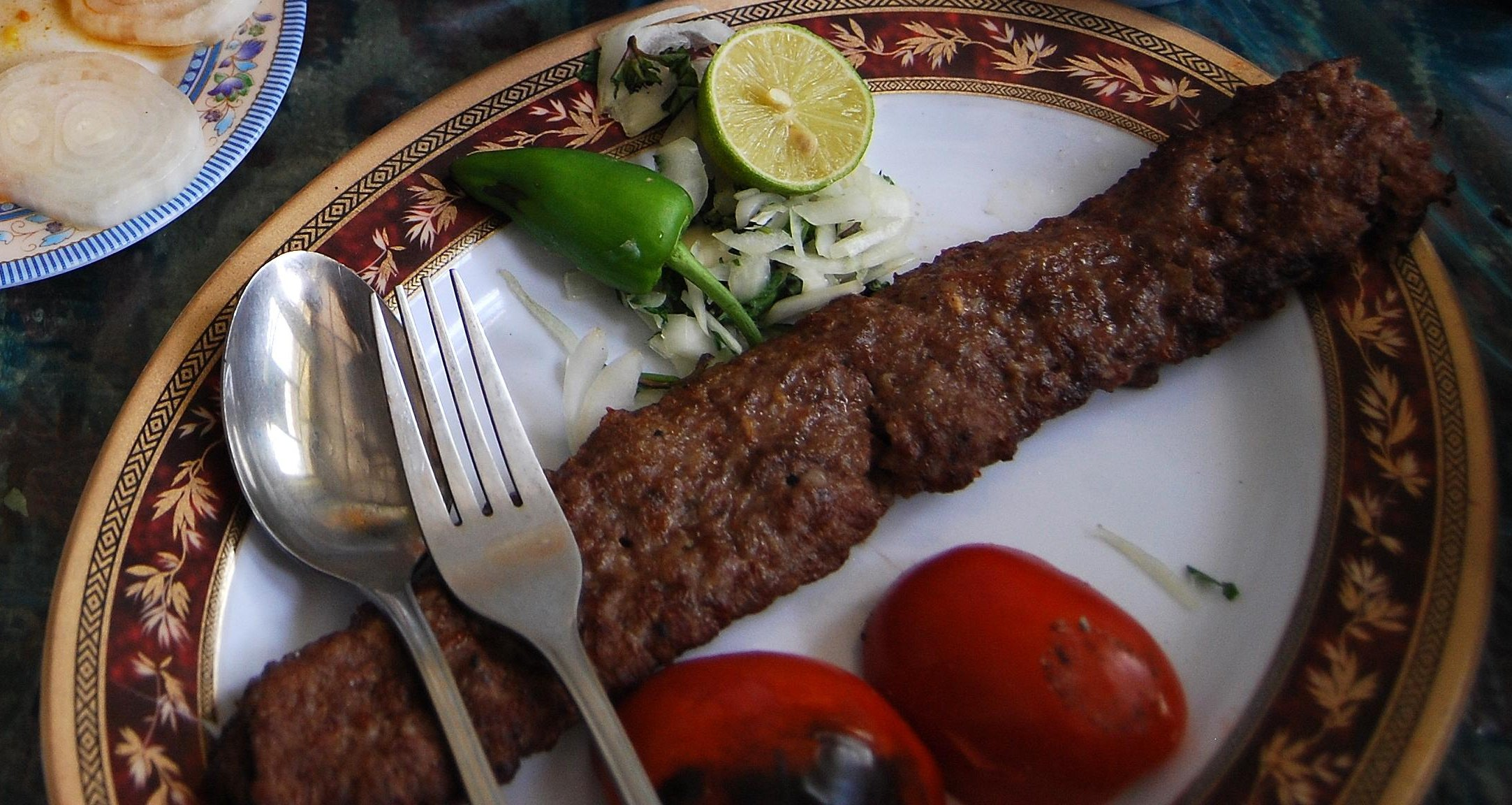
Кебаб кубіде, у стилі Бонабі
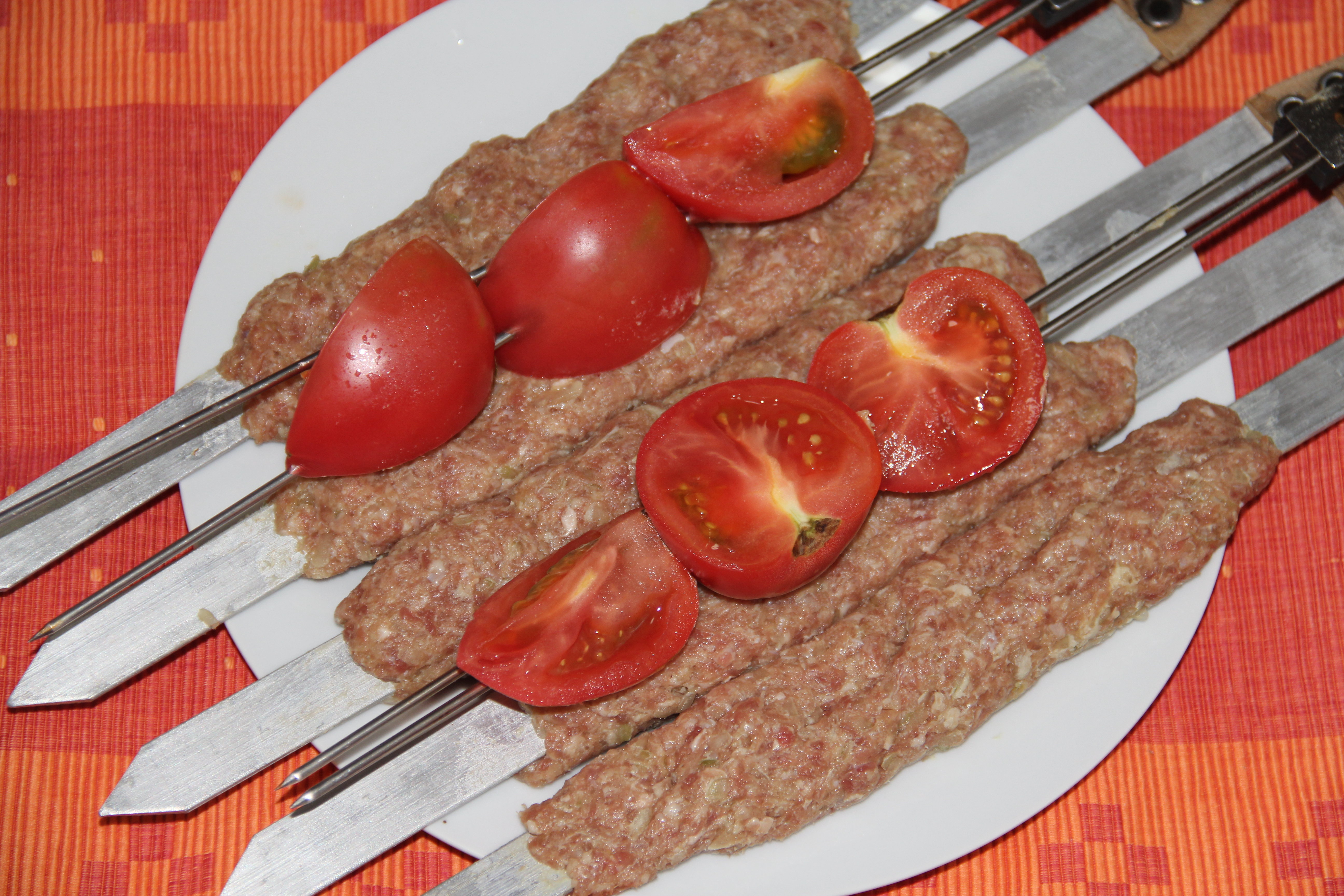
Сирий домашній кебаб кубіде Кообідех (ще не приготований)
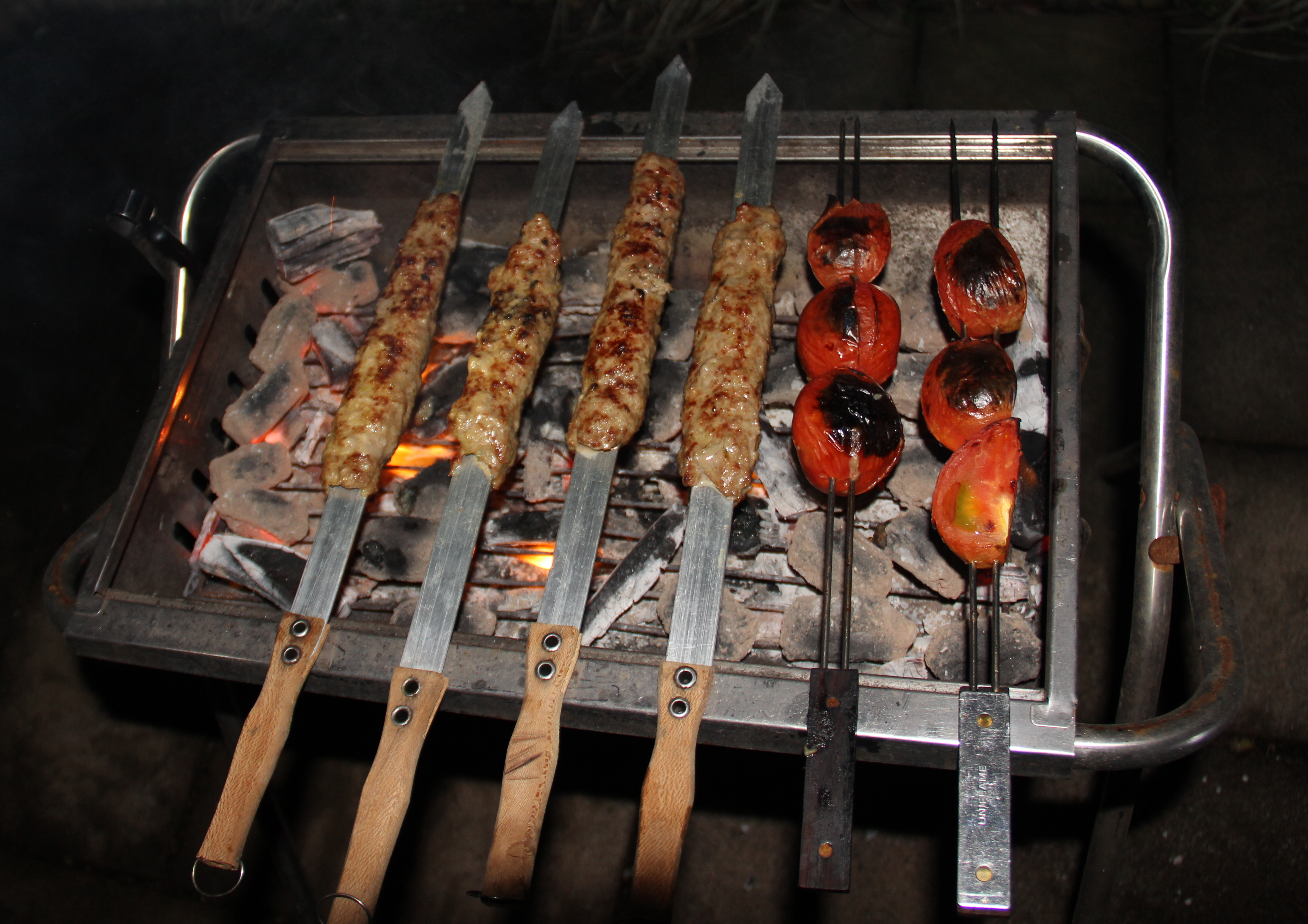
Кебаб Кубіде та томатний гриль над мангалом
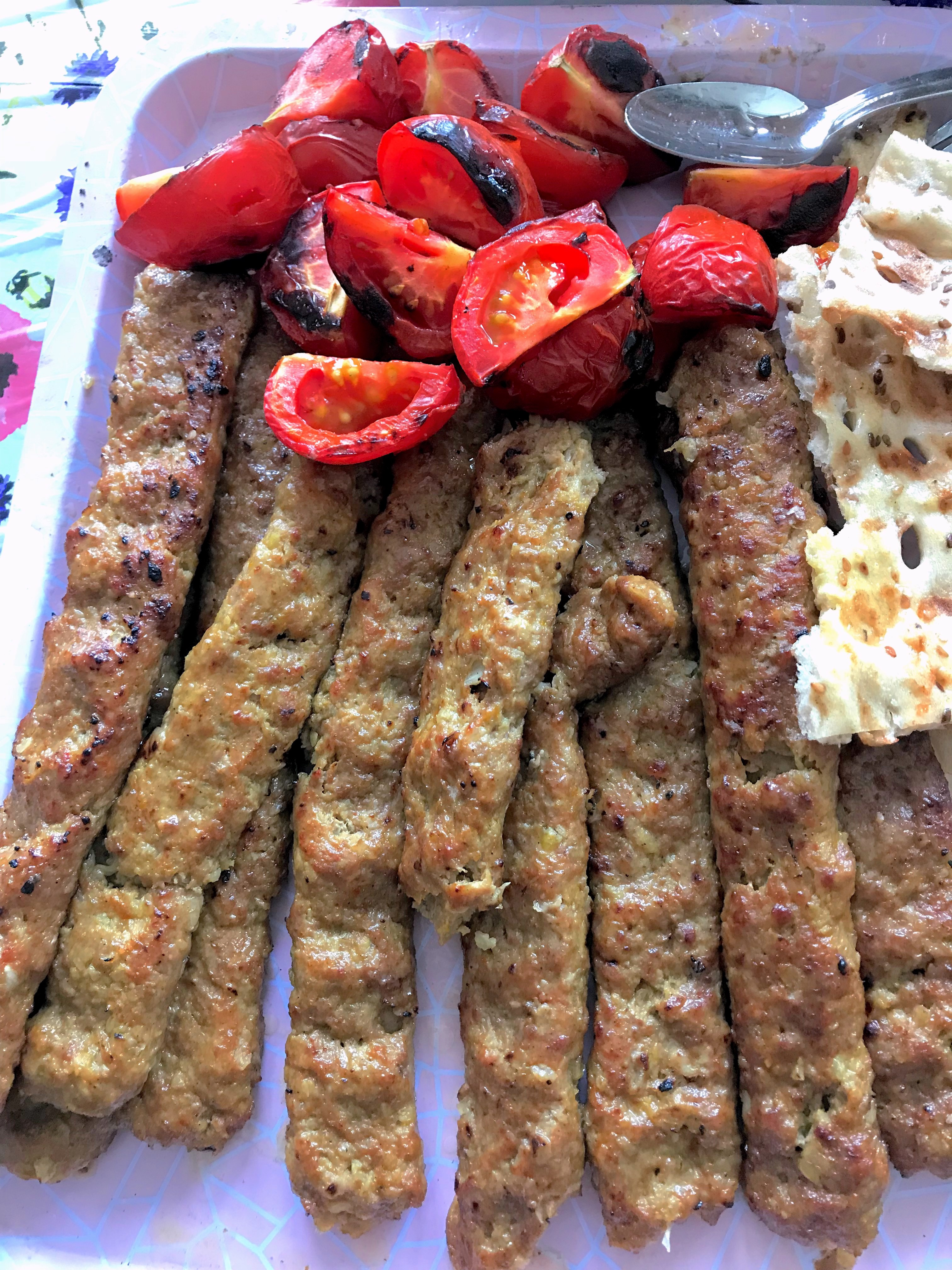